# 崇禅寺 (土岐市)

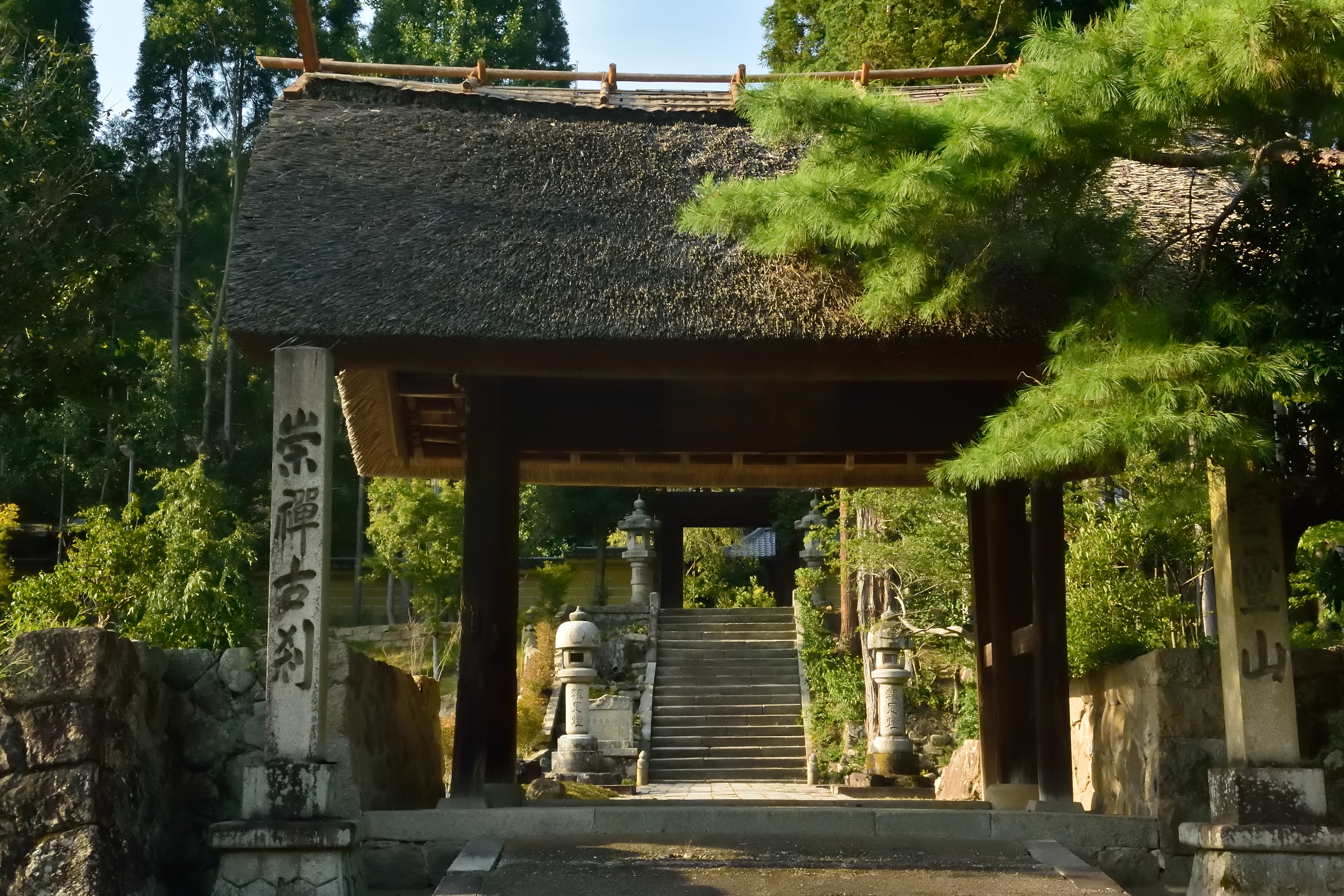
総門

崇禅寺（そうぜんじ）は、岐阜県土岐市妻木町にある臨済宗妙心寺派(東海門派)の寺院。山号は光雲山。

## 概要・沿革
文和3年(1354年）、土岐頼貞の九男で初代妻木城主となった明智頼重（妻木氏の祖）が菩提寺として開基し、臨済宗南禅寺派の虎渓山永保寺三世の果山正位を勧請して開山した。
創建後、二百余年を経過して、寺内がおおいに破損したために、
元和4年5月(1618年)、当時、尾張国熱田に存在した海禅院の第四世の清巖が中興し、一世となった。この時に臨済宗妙心寺派に属した。
寛文11年(1671年)11月、七世の北隠宗秀が開山塔を再興した。
宝暦5年(1755年)に、大鐘 (3月4日改鋳)、小鐘(雲版) (3月15日鋳造)、6月22日に、楼門を改築して小鐘(雲版)を懸け、8月に落成した。
古鐘銘には、以下の文言が記されていた。
「光雲山　崇禅寺　鐘楼門の記」には、以下の内容が記されている。
江戸時代には、寺領として69石2斗8升6合を有した。

## 境内
鎌倉時代の建築である総門を通って石段を登って行くと鐘楼門があり、庭が開けて正面に十王堂と観音堂が並び立ち、それに続いて僧堂址がある。
石畳を右に進めば大銀杏の下に勅使門があり、大きな本堂には聖観音菩薩が安置されている。
裏手の丘の石段を登って行くと、妻木氏歴代の廟所があり、並んで位牌堂と奥の院がある。
また観音堂の前を左に進めば、小高い段の上に代々の住持の無縫塔が並んでいる。さらに進めば開山堂があり、果山正位と清岩の木造を安置している。
- 総門　　妻木城士屋敷から移築されたものである。
- 鐘楼門
- 本堂　　明治31年(1898年)に再建。
- 開山堂
- 観音堂
- 位牌堂
- 位牌堂への階段
- 施無畏塔(永代供養塔)
- 馬頭観音
- 茶室
- 臥龍松
- 花園会館
- 蔵
- 稲荷神社

## 塔頭
かつて付近には11箇寺の塔頭(清閑院・聴泉院・長壽院・瑞松院・聴松院・玉窓院・慈徳院・永昌院・正持院・瑞光院・長松院)があったが、今では址のみとなっている。

### 清閑院
天正10年(1582年)、妻木広忠(清閑院殿一友宗心大居士)の為に建立。

### 聴泉院
妻木頼安 (聴泉院殿悦渓瑞禅大禅定門)の為に建立。

### 長壽院
元和6年(1620年)、妻木貞徳 (長壽院殿卜菴宗龜大居士)の為に建立。大正元年(1912年)10月、愛知県東加茂郡旭村笹戸に移転した。

### 瑞松院
元和9年(1623年)、妻木家頼 (瑞松院殿前長州崑岳宗鐡大居士)の為に建立。五ヶ島の檀那寺で、明治維新前の宗門改帳に記されていた。

### 聴松院
寛永12年(1635年)、妻木頼忠が、妻の為に建立。

### 玉窓院
慶長20年(1615年)、妻木広忠が、妻の為に建立。

### 慈徳院
元亀3年(1572年)、妻木頼安が、妻の為に建立。

### 永昌院
天文21年(1552年)、妻木広美が、妻の為に創立。

### 圓光山 大教寺 (八幡院)
字・平森下にあった天台宗の圓光山 大教寺 (八幡院)は、神仏混淆であったため、明治維新の神仏分離により廃寺となった。
庫裡は、明治6年(1873年)に学校に充てられた。十王堂は、明治8年(1875年)　観音堂となった。鐘楼門は、同年に神明神社の拝殿となった。八幡社僧の観音堂は、明治9年(1876年)に崇禅寺に移した。

## 文化財
釈迦如来立像、夢窓国師筆果山条幅、紙本墨書此山妙在筆跡等の県指定重要文化財の他、崇禅寺唐門や絹本着色十六善神像等の市指定文化財を多数所蔵している。

## 末寺
- 広福寺 (土岐市)
- 常福寺 (土岐市)
- 渓雲寺 (多治見市)
- 永明寺 (多治見市)
- 清昌寺 (多治見市)
- 天猷寺 (瑞浪市)
- 寶昌寺 (瑞浪市)

## 関連リンク
- 光雲山 崇禅寺 公式ホームページ
- 光雲山 崇禅寺　Instagram